# なぎら健壱
なぎら 健壱（なぎら けんいち、1952年〈昭和27年〉4月16日 - ）は、日本のフォークシンガー、シンガーソングライター、俳優、タレント。本名は柳楽 健一（読みは芸名と同じ）。旧芸名・なぎら けんいち。
東京都中央区銀座（旧・木挽町）出身。血液型はO型。
長男は、ヒップホップユニットのREMのボーカルであるeito.08（柳楽詠人）。弟子に中里トシ、田代ともや、プロフェッサー佐藤がいる。

## 来歴・人物
父は宝石箱をつくる職人をしていた。中央区銀座東（旧・木挽町）から、小学校3年のときに葛飾区金町に転居、葛飾区立末広小学校卒業、葛飾区立金町中学校卒業、東京都立本所工業高等学校卒業。専門学校・ヴィジアルデザイン研究所で、グラフィックデザインの勉強をする。
高石友也に感化され、アングラフォークに目覚める。後に五つの赤い風船の西岡たかしや、高田渡に影響を受ける。1970年岐阜県の中津川で行われた全日本フォークジャンボリーにアマチュアとして飛び入り参加し（同年ひがしのひとしも同じく参加している）ライブ盤に収録された。なぎらが注目されたのは1971年の第3回全日本フォークジャンボリーだった。おもむろにステージに登場したなぎらはアングラ・フォークの名作・加川良の「教訓I」を「いもちゅうは六十度…」と歌詞を変えて歌い、大ウケ。以降、替え歌の名人と異名を取り、吉田拓郎の大ヒット曲「旅の宿」を「土方のきみは木綿のふんどし 冷焼酎の首つまんで もう一発いかがなんて みょうに色っぽいね」と歌った「旅のドヤ」は名作とされる。
1972年『万年床』でアルバムデビュー。
なぎらの名前を全国に轟かせたのが1974年1月25日にリリースしたシングル「悲惨な戦い」だった。同曲はフィクションにもかかわらず実話と聴き手は錯覚してしまうほどよく出来ており、日本相撲協会が「国技をなめているのか」とカンカンに怒り、発売元のエレックレコードがそのことを宣伝のネタに使い、ますます怒りを買った。この影響か不明ではあるが、放送禁止歌になり、ラジオやテレビから締め出された。
1976年日本青年館での実況録音盤『永遠の絆』は、司会のタモリ、生田敬太郎、大塚まさじ、加川良、斉藤哲夫、シバ、高田渡、よしだよしこ、渡辺勝らが盛り立てた。1982年には坂田おさむとユニット「フォークマン・ブラザーズ」を結成し、活動した。
1976年に出演した『嗚呼!!花の応援団』（日活）での薬痴寺先輩役で注目を浴びて以降、役者としても活動している。
音楽活動では1990年代後半以降、カントリー、ブルーグラス色の強い作品を発表。カーター・ファミリー・ピッキングを行う数少ないシンガーの1人である。
またタレントとしても数々のバラエティー番組に多く出演し、「オツだねー」「粋だねー」などのせりふを物まねされていることでも有名である。特にモノマネ芸人の古賀シュウに「チンカチンカのしゃっこいルービー【カチンカチンの冷たいビールをなぎらが“言いそう”な言い回しにするネタ】」という言い回しを真似されるが、実際には本人は言ったことはなかった。だが、なぎらがこの話を人づてに聞き、それ以降、飲み屋でビールを注文する際に実際に言うようになったという。また東京の下町の庶民文化への造詣も深く、下町に関する著書も多い。これらが評価され、2015年より浅草公会堂の正面にあるスターの広場に彼の手形が設置された。
現在も吉祥寺、横浜などを中心にライブ活動を続け、時に地方公演も行う。テレビ番組やライブの曲間に語る話には常軌を逸したものが多く、「いい加減なことを言う」「平気で（ネタとして）嘘を言う」キャラクターといわれているが、本人は「実際に見た話。〈おかしなもの〉にアンテナを張っているから見える」と語り、自らの本職を「語り部」と称している。また、本人は「いい加減さは高田純次さんの方が上」とも言っている。
タモリと非常に仲が良く、司会を務めている『森田一義アワー 笑っていいとも!』（フジテレビ系列）、『タモリ倶楽部』（テレビ朝日系列）にゲスト出演した際には、よく「瓶ビールの似合う男」、「インチキくさい顔」などと言われることがある。『タモリ倶楽部』には「番組開始の1982年から、200回以上は出演していると思う」と語っている。
真冬以外はアロハシャツを着用し、トレードマークにもなっている。主なトレードマークは髭とメガネ。酒豪であり酒場好き。酒にまつわる著作も出版している。
また、カメラ（レンズを200以上所有している）、自転車、落語、街歩き・散歩、がらくた収集、バイオリン演歌など、多趣味でも知られる。とりわけリスナーとしてカントリーミュージックに傾倒し、日本の芸能界では唯一のアラン・ジャクソン（アメリカのカントリーシンガー）ファンクラブの会員といわれる。同じ下町出身で同世代の漫画家の秋本治とも親交がある。フォークソング世代である事もあり、フォークソングに造詣が深く、「日本フォーク私的大全」という本を出している。その知識はテレビやイベントで日本のフォークソングの歴史をレクチャー出来る程。同じくフォークソング世代でフォークソング好きで吉田拓郎ファンであるTHE ALFEEの坂崎幸之助と『フォーク喫茶ジャンボリー』なる番組を中津川渡(中津川フォークジャンボリーと高田渡が由来)なる喫茶店のマスターと言う設定でやった事がある。マイナーなフォークシンガーやグループにも詳しい。
2007年6月、自身がオーナーとなり学芸大学駅近く（目黒区鷹番）に「下町もんじゃ焼らくらく」をオープン。
2009年、第25回浅草芸能大賞奨励賞を受賞。
『悲惨な戦い』リリース当時は音楽一本ではなく、土方の作業員もしていた。後に土方作業員として各地を転々としていた頃の事を描いたと思われる『流れ者に捧げる詩』を発表する。

## パソコンとの関わり
- ラジオでの対談で、なぎら健壱本人がこのページを見て自ら校正をしていると発言（2013年1月30日、ニッポン放送「高嶋ひでたけのあさラジ!」内）（2014年11月23日、NHKラジオ第一「午後のまりやーじゅ」内でも発言）。
- 2006年10月、『月刊アスキー』（アスキー）編集長に就任する（月刊アスキー新装刊のプロモーションの一環としての“編集長”であり、実際に編集業務に携わったわけではない）。
- 1980年代には既にパーソナルコンピュータ (PC) を購入していた。当時愛用していた機種は日本電気製「NEC PC-9800」。なぎらは当時を振り返って、「一太郎というワープロが、まだバージョン1か2」「フロッピーは（中略）5インチ」「マシン語なんかも憶えようとした」と語るなど、傾倒していたことを窺わせる。なお、長年MS-DOSを使いCUIに親しんできたなぎらは、GUIベースのWindowsシリーズが発売されると「かえって裏切られた気がして」一時PCから離れたという[17]。

## ディスコグラフィー

### シングル
| 発売日                 | 規格             | 規格品番         | 面               | タイトル                     |
| エレックレコード       | エレックレコード | エレックレコード | エレックレコード | エレックレコード             |
| ---------------------- | ---------------- | ---------------- | ---------------- | ---------------------------- |
| 1974年1月25日          | EP               | EB-1017          | A                | 悲惨な戦い                   |
| 1974年1月25日          | EP               | EB-1017          | B                | 一九七三年の思い出           |
| 1974年8月10日          | EP               | EB-1027          | A                | 葛飾にバッタを見た           |
| 1974年8月10日          | EP               | EB-1027          | B                | また淋しくなるね             |
| カレイドスコープ       |                  |                  |                  |                              |
| 1974年                 | EP               | KS-1             | A                | 一番電車                     |
| 1974年                 | EP               | KS-1             | B                | ぶったまげ節                 |
| キャニオン・レコード   |                  |                  |                  |                              |
| 1975年12月25日         | EP               | CX-102           | A                | およげ!たいやきくん          |
| 1975年12月25日         | EP               | CX-102           | B                | いっぽんでもニンジン         |
| 1976年4月              | EP               | CX-103           | A                | そらとぶさんりんしゃ         |
| 1976年4月              | EP               | CX-103           | B                | ママのみぎてはまほうのて     |
| ワーナー・パイオニア   |                  |                  |                  |                              |
| 1976年4月              | EP               | L-2W             | A                | 流れ者に捧げる詩             |
| 1976年4月              | EP               | L-2W             | B                | 風の街                       |
| 1978年6月              | EP               | L-227W           | A                | とべとべドラゴン             |
| 1978年6月              | EP               | L-227W           | B                | 恐竜天国                     |
| キャニオン・レコード   |                  |                  |                  |                              |
| 1980年5月              | EP               | CX-122           | A                | おかしいゾウ                 |
| 1980年5月              | EP               | CX-122           | B                | タヌキのあかちゃん           |
| 1981年4月              | EP               | CX-63            | A                | フーセンのドラ太郎           |
| 1981年4月              | EP               | CX-63            | B                | 花いちもんめ                 |
| 1981年6月              | EP               | CX-65            | A                | ドラ太郎音頭                 |
| 1981年6月              | EP               | CX-65            | B                | 憧れは南風                   |
| フォーライフ・レコード |                  |                  |                  |                              |
| 1983年10月             | EP               | 7K-122           | A                | アーパー・サーファー・ギャル |
| 1983年10月             | EP               | 7K-122           | B                | なぎらのマイムマイム         |
| 1984年10月             | EP               | 7K-158           | A                | あの日から I Love You        |
| 1984年10月             | EP               | 7K-158           | B                | YASUOSAN                     |
| 1985年                 | EP               | 7K-180           | A                | ラブユー東京スポーツ         |
| 1985年                 | EP               | 7K-180           | B                | 下町（まち）                 |
| 東芝EMI                |                  |                  |                  |                              |
| 1990年12月12日         | 8cmCD            | TODT-2613        | 1                | カンポ節                     |
| 1990年12月12日         | 8cmCD            | TODT-2613        | 2                | 東京村13番地                 |
| 1992年12月16日         | 8cmCD            | TODT-2960        | 1                | いつか風になって             |
| 1992年12月16日         | 8cmCD            | TODT-2960        | 2                | 下町（まち）2                |
| 1993年6月23日          | 8cmCD            | TODT-3036        | 1                | ひとり渚で                   |
| 1993年6月23日          | 8cmCD            | TODT-3036        | 2                | この夜に                     |
| テイチク               |                  |                  |                  |                              |
| 2007年5月23日          | CD               | TECA-12096       | 1                | 遥かな町                     |
| 2007年5月23日          | CD               | TECA-12096       | 2                | 夢の人                       |
| 2010年2月3日           | CD               | TECH-12208       | 1                | 踏切                         |
| 2010年2月3日           | CD               | TECH-12208       | 2                | 見果てぬ夢                   |
| Roots rec.             |                  |                  |                  |                              |
| 2013年7月24日          | CD               | ROOTS-007        | 1                | 東スポワルツ                 |
| 2013年7月24日          | CD               | ROOTS-007        | 2                | 東スポ博士                   |

### アルバム

#### オリジナル・アルバム
| 発売日                     | アルバム                                             | レーベル                   | 規格             | 規格品番         | 備考                                                                             |
| ビクター音楽産業           | ビクター音楽産業                                     | ビクター音楽産業           | ビクター音楽産業 | ビクター音楽産業 | ビクター音楽産業                                                                 |
| -------------------------- | ---------------------------------------------------- | -------------------------- | ---------------- | ---------------- | -------------------------------------------------------------------------------- |
| 1972年3月25日              | 万年床 なぎらけんいち参上                            | ビクター音楽産業           | LP               | SF-1018          |                                                                                  |
| 1992年9月23日              | 万年床 なぎらけんいち参上                            | ビクターエンタテインメント | CD               | VICL-23049       |                                                                                  |
| 2005年11月18日             | 万年床 なぎらけんいち参上                            | ビクターエンタテインメント | CD               | VICL-61809       |                                                                                  |
| URC                        |                                                      |                            |                  |                  |                                                                                  |
| 1973年1月1日               | 葛飾にバッタを見た                                   | URC                        | LP               | UX-8008          |                                                                                  |
| 1987年10月21日             | 葛飾にバッタを見た                                   | SMS Records                | LP               | MD30-4124        |                                                                                  |
| 1995年6月16日              | 葛飾にバッタを見た                                   | 東芝EMI                    | CD               | TOCT-8964        | Q盤Disc、Otogra Sound Graffiti 音蔵                                              |
| 1998年9月30日              | 葛飾にバッタを見た                                   | 東芝EMI                    | CD               | TOCT-10460       |                                                                                  |
| 2002年9月11日              | 葛飾にバッタを見た                                   | URC / Avex Io              | CD               | IOCD-40013       | URC復刻シリーズ                                                                  |
| 2005年3月16日              | 葛飾にバッタを見た                                   | Avex Io                    | CD               | IOCD-40082       | 紙ジャケット仕様、URCマスターピース·シリーズ                                     |
| 2009年2月18日              | 葛飾にバッタを見た                                   | URC / Pony Canyon          | HQCD             | PCCA-50054       |                                                                                  |
| 2020年2月19日              | 葛飾にバッタを見た                                   | URC / Pony Canyon          | CD               | PCCA-04915       |                                                                                  |
| 2023年6月21日              | 葛飾にバッタを見た                                   | Sony Music Direct          | Blu-spec CD2     | MHCL-30841       |                                                                                  |
| 1974年3月1日               | 街の風になって                                       | URC                        | LP               | URG-4023         |                                                                                  |
| 1995年12月6日              | 街の風になって                                       | 東芝EMI                    | CD               | TOCT-9289        |                                                                                  |
| 2002年10月9日              | 街の風になって                                       | Avex Io                    | CD               | IOCD-40027       |                                                                                  |
| 2015年11月25日             | 街の風になって                                       | Greenwood Records          | HQCD             | GRCL-6062        |                                                                                  |
| ビクター音楽産業           |                                                      |                            |                  |                  |                                                                                  |
| 1974年7月1日               | なぎらけんいちの奇癖                                 | ビクター音楽産業           | LP               | SF-1042          |                                                                                  |
| 2006年11月22日             | なぎらけんいちの奇癖                                 | ビクターエンタテインメント | CD               | VICL-62184       |                                                                                  |
| カレイドスコープ           |                                                      |                            |                  |                  |                                                                                  |
| 1974年12月5日              | 春歌                                                 | カレイドスコープ           | LP               | KL-0001          |                                                                                  |
| 2017年3月29日              | 春歌                                                 | Greenwood Records          | CD               | GRCL-6067        |                                                                                  |
| ワーナー・パイオニア       |                                                      |                            |                  |                  |                                                                                  |
| 1976年6月1日               | さすらいのばくち打ちーこのアルバムを流れ者に捧げるー | ワーナー・パイオニア       | LP               |                  |                                                                                  |
| 1995年10月25日             | さすらいのばくち打ちーこのアルバムを流れ者に捧げるー | ワーナー・パイオニア       | CD               | WPC6-8145        | 音泉 1500 Series、Q盤Disc                                                        |
| 2012年6月27日              | さすらいのばくち打ちーこのアルバムを流れ者に捧げるー | Tower To The People        | CD               | WQCQ-366         | タワーレコード限定                                                               |
| FFA                        |                                                      |                            |                  |                  |                                                                                  |
| 1993年7月7日               | この夜に                                             | FFA                        | CD               | TAISA-416        |                                                                                  |
| mind box                   |                                                      |                            |                  |                  |                                                                                  |
| 2003年10月25日             | 下町のこころ〜東京のこっち側〜                       | mind box                   | CD               | ENCM-2018        |                                                                                  |
| テイチクエンタテインメント |                                                      |                            |                  |                  |                                                                                  |
| 2005年9月21日              | 裏技                                                 | テイチクエンタテインメント | CD               | TECE-25595       |                                                                                  |
| P.S.C.                     |                                                      |                            |                  |                  |                                                                                  |
| 2012年9月12日              | 夜風に乾杯                                           | P.S.C.                     | CD               | UVCA-3014        |                                                                                  |
| 2012年9月12日              | 夜風に乾杯                                           | P.S.C.                     | CD               | UVCA-3014/15     | ボーナスCD付。「いっぽんでもニンジン」と「葛飾にバッタを見た 2000」を収録。      |
| Roots-Rec                  |                                                      |                            |                  |                  |                                                                                  |
| 2013年4月16日              | 風致空地                                             | Roots-Rec                  | CD               | ROOTS-006        | 「フォークシンガー」を収録。                                                     |
| 2015年11月4日              | N・KEN                                               | Roots-Rec                  | CD               | ROOTS-009        |                                                                                  |
| 2018年11月28日             | The Wind Ticking The Town - 町をすぐる風             | Roots-Rec                  | CD               | ROOTS-011        | 客演歌唱 : 石田美也、初回限定店頭購入特典「なぎら健壱 VS 半田健人 FOLK談義」CD-R |
| 2021年12月08日             | あれからずっと…                                      | Roots-Rec                  | CD               | ROOTS-015        |                                                                                  |
| 2022年12月14日             | ぐるり万年床〜あれから50執念〜                       | Roots-Rec                  | CD               | ROOTS-016        |                                                                                  |

#### ライブアルバム
| 発売日         | アルバム                                                           | レーベル                   | 規格 | 規格品番     | 備考               |
| -------------- | ------------------------------------------------------------------ | -------------------------- | ---- | ------------ | ------------------ |
| 1976年12月1日  | 永遠の絆 なぎらけんいちリサイタル／Live at 日本青年館              | ワーナー・パイオニア       | LP   | L-5527/28    |                    |
| 1989年7月10日  | 永遠の絆 なぎらけんいちリサイタル／Live at 日本青年館              | ワーナー・パイオニア       | CD   | 41L2-83/84   |                    |
| 1995年10月25日 | 永遠の絆 なぎらけんいちリサイタル／Live at 日本青年館              | ワーナー・パイオニア       | CD   | WPC6-8146/47 |                    |
| 2012年6月27日  | 永遠の絆 なぎらけんいちリサイタル／Live at 日本青年館              | Tower To The People        | CD   | WQCQ-367     | タワーレコード限定 |
| 1985年3月1日   | 青春ラリアート―ライブアルバム                                      | フォーライフ・レコード     | LP   | 28K-84       |                    |
| 2004年5月26日  | 嘘のような本当の話vol.1 - トークアルバム「目が覚めたら、泣くぞ！」 | テイチクエンタテインメント | CD   | TECE-25490   |                    |
| 2005年2月23日  | 嘘のような本当の話vol.2 - トークアルバム「話の途中で寝るなよ！」   | テイチクエンタテインメント | CD   | TECE-25533   |                    |

#### ベストアルバム
| 発売日        | アルバム                               | レーベル                   | 規格 | 規格品番   | 備考                                                                                               |
| ------------- | -------------------------------------- | -------------------------- | ---- | ---------- | -------------------------------------------------------------------------------------------------- |
| 1995年2月17日 | ベスト・アルバム～中毒                 | フォーライフ・レコード     | CD   | FLCF-3561  | 再発売発起人は高田文夫でライナーノーツに寄稿している。また、なぎら自身による年譜も掲載されている。 |
| 1992年9月23日 | 万年床 / なぎらけんいち Best Selection | ビクターエンタテインメント | CD   | VICL-23049 | |

#### 企画アルバム
| 発売日         | アルバム                         | レーベル                    | 規格 | 規格品番  | 備考 |
| -------------- | -------------------------------- | --------------------------- | ---- | --------- | --- |
| 1983年6月21日  | フォークマン・ブラザーズ         | CBS・ソニー                 | LP   | 28AH1520  | 『おかあさんといっしょ』で歌のおにいさんをしていた坂田おさむとのユニット。ユニット名、タイトルともにフォークマン・ブラザーズ。内容はスネークマンショーのような構成で台本もなぎら自身が手がけている。コント部分に高田純次が参加している。 |
| 1999年12月10日 | Whoopee Water Band Vol.1         | シールズ                    | CD   | IND1839   | |
| 2000年9月22日  | なぎら 健壱&OWN RISK 日輪 HINAWA | Folk Friendship Association | CD   | FFAC-1007 | |

## 出演

### 映画
- 嗚呼!!花の応援団 役者やのォー（1976年、日活、曽根中生監督） - 薬痴寺 役
- 嗚呼!!花の応援団 男涙の親衛隊（1977年、日活、曽根中生監督） - 薬痴寺 役
- 博多っ子純情（1978年） - 銭湯の男 役
- 唐獅子株式会社（1983年）- 首沢（音楽評論家） 役
- 序の舞（1984年）
- 愛染恭子の未亡人下宿（主演愛染恭子、1984年）
- 夕ぐれ族（1984年）
- 白昼の女狩り（1984年、曽根中生監督）
- 小松みどりの好きぼくろ（主演小松みどり、1985年）
- とっておきVirgin Love! 童貞物語3（1989年）
- パチンコ物語（1990年）
- 宇宙の法則（1990年）
- ファンキー・モンキー・ティーチャー（1991年）
- 大感傷仮面（1992年）
- いつかどこかで（1992年）
- 第2回欽ちゃんのシネマジャック（1994年）
- 嗚呼!!花の応援団（1996年） - 薬痴寺 役
- そして天使は歌う　ぼ・ぼ・僕らは正義の味方（1997年）
- 釣りバカ日誌10（1998年） - 日下部正俊 役
- 「放送禁止歌」唄っているのは誰?規制するのは誰?（1999年）
- ゴジラ2000 ミレニアム（1999年） - 篠田酒造番頭 役[1]
- バネ式（2002年）
- かかしの旅（2005年）
- 狼少女（2005年）
- 魂萌え!（2006年）
- アヒルと鴨のコインロッカー（2006年）
- 河童のクゥと夏休み（2007年） - クゥの父親 役[18]
- ピューと吹く!ジャガーTHE MOVIE（2008年）
- 落語娘（2008年）

### テレビドラマ
- 熱中時代スペシャル 帰ってきた北野広大（1987年、日本テレビ）
- さすらい刑事旅情編IV（テレビ朝日） - 河本太郎巡査部長 役
- さすらい刑事旅情編V（テレビ朝日） - 河本太郎巡査部長 役
- こころ （NHK連続テレビ小説） - 山本万太郎 役
- 2年B組仙八先生（TBSテレビ） - 馬田渚役
- ときめきざかり（フジテレビ）
- 静かなるドン（日本テレビ） - 生倉新八 役
- 夢に見た日々（テレビ朝日）
- Dr.クマひげ4（テレビ朝日）
- 月曜ドラマスペシャル・日本一のツイてない男（TBSテレビ） - 江上俊介 役 ※主演
- 彼女が死んじゃった。 第7話（日本テレビ）
- おとり捜査官・北見志穂11（2006年、テレビ朝日） - 寺本秋雄 役
- キューティーハニー THE LIVE（2007年、テレビ東京） - 源さん 役
- あんどーなつ（2008年、TBSテレビ） - 泰造 役
- こちら葛飾区亀有公園前派出所（2009年、TBSテレビ） - 上野 役
- 毒姫とわたし（2011年、東海テレビ） - 小山和夫 役
- 梅ちゃん先生（2012年8月・9月、NHK） - 山田隆志 役
- 孤独のグルメ Season2（2012年、テレビ東京）※ふらっとQUSUMIコーナーにゲスト出演
- 梅ちゃん先生〜結婚できない男と女スペシャル〜 後編（2012年10月20日、NHK BSプレミアム） - 山田隆志 役
- 牙狼〈GARO〉-GOLDSTORM- 翔 第14話（2015年7月17日、テレビ東京） - ギンジ 役
- 水曜ミステリー9 軽井沢駐在犬日誌（2015年11月4日、テレビ東京） - ピース（声）役
- 土曜ワイド劇場 新ヤメ検の女2（2016年11月26日、朝日放送） - マスター 役
- バカボンのパパよりバカなパパ（2018年） - レレレのおじさん

### アニメ
- フーセンのドラ太郎（フジテレビ） - ドラ太郎 役[19]

### OVA
- かってにシロクマ - シロ 役
- ピューと吹く!ジャガー - 三太夫セガール 役

### WEBアニメ
- 異世界居酒屋〜古都アイテーリアの居酒屋のぶ〜 - 実写パートに出演

### CM
- 大正製薬『大正漢方胃腸薬』唄の役（1990年）
- JR東日本『Suica』（2001年、タッチ&ゴー篇）
- NTT番号情報『タウンページ』（2005年、ページ（ピエール瀧）の兄・ペーイチ 役）
- 中日新聞東京本社『東京新聞』（2008年 - 、紺野まひると共演）
- 公共広告機構（現：ACジャパン）『自転車って、もっと素敵になれるはず。』（東北の地域キャンペーン（テレビCMはNHKで全国展開）2008年度）
- 宝酒造 宝焼酎ハイボール（2009年 - ）
- WOWOW （2019年 - 、柳楽優弥、有村架純と共演）

### バラエティ
- タモリ倶楽部（テレビ朝日、不定期出演、飲み企画系にはよく登場する）
- TOKIOロックTV（テレビ東京、MC）
- カッ飛び!花マル塾（テレビ朝日、レギュラー）
- ギルガメッシュないと（テレビ東京、レギュラー出演）
- 出没!アド街ック天国（テレビ東京、不定期、下町地区が紹介されるときのみ。かつて、薬丸裕英が収録を休んだ際、ピンチヒッターとして代役を務めたことがあり、薬丸印ならぬ「なぎら印の新名物」も紹介していた。）
- 音楽バラエティ・なぎらTV あの時代を語れ!（2006年10月 - 2007年4月、歌謡ポップスチャンネルでMC担当）
- 大人の自由時間「なぎら大開宝計画」（BSイレブン）
- ぶらり途中下車の旅（日本テレビ、1998年ごろ初出演。2009年以降はレギュラー旅人としてたびたび出演するようになる。2017年現在、ここ数年は一年度中に５回前後、出演する。）
- なぎら健壱の東京の江戸を遊ぶ（旅チャンネル、一部地上波でも放送）
- 笑っていいとも!（フジテレビ、1984年4月 - 1985年3月。※火曜日担当「僕らは中年探偵団」進行）
- 土曜スペシャル（テレビ東京、数回出演、同じ葛飾区出身の森川由加里と一緒に出演することもある）
- 家族対抗 ふるさとチャンピオン（NHK-BS2、1997年4月 - 1998年3月）
- 週末YY JUMPing（テレビ東京）
- 桃色学園都市宣言!!（フジテレビ）
- ドラバラ鈴井の巣『VS 〜禁断の対決企画〜』（北海道テレビ放送） - 審査員
- 下町の風をパチリ!!-なぎら健壱のカメラ散歩-
- 男のザップ 生イキ! ジャンポケクルーズ(BSスカパー、2016年4月21日)
- ごごナマ（NHK、2017年4月 - 2021年3月、木曜レギュラー）

### ニュース・情報番組
- イブニングワイド（TBSテレビ、コメンテーター）
- Nスタ（TBSテレビ、コメンテーター）

### スポーツ
- 独占!!サイクルスポーツ（テレビ東京、1989年から1995年まで司会）

### ラジオ
- もてもてスクランブルBEGIN the OJIN（ニッポン放送、水曜パーソナリティ）
- くにまるワイド ごぜんさま〜（文化放送、第2金曜、放送終了）
- 街ラジオ なぎら健壱のその気でギンギン夜おこし（文化放送、放送終了）
- ポップスアーティスト名鑑（NHK-FM）
- 伊集院光 日曜日の秘密基地（TBSラジオ、不定期、放送終了）
- なぎら健壱のまっかちん仮面（RFラジオ日本、放送終了）
- 日曜あさいちばん（NHKラジオ第1放送、毎週日曜6:16頃 - 6:23頃のコーナー「あの頃のフォークが聴きたい」、放送終了）
- JUNK・爆笑問題カーボーイ（TBSラジオ、2005年6月21日、ゲスト）
- 爆笑問題の日曜サンデー（TBSラジオ、2009年11月1日、ゲスト）
- 午後のまりやーじゅ（NHKラジオ第1放送、2013年4月1日 - 2015年3月9日、月曜パーソナリティ）
- なぎら健壱のフォーク大集会（NHKラジオ第1放送、不定期、主に祝日に放送）

### その他
- しぜんとあそぼ 「きりぎりす」（NHK教育テレビジョン、2002年） - ナレーション
- ぶらり特選 船ビュー3D（いつの間にテレビ・日本テレビ制作、2012年4月10日 - ）

## 著作
- 流れ者の幸福（KKベストセラーズ）
  - 旧題「笑って悲しく泣いて死ぬ」

- 日本フォーク私的大全（ちくま文庫）
- 大江戸アウトドア（洋泉社）
- 東京酒場漂流記（ちくま文庫）
- 下町小僧（ちくま文庫）
- ぼくらは下町たんけん隊（童心社）― 少年版
- 新TOKYO八景　来るな!（テレビ朝日）― 共著
- なぎら健壱の味勝負四十番（廣済堂出版）
- いいだろ?これ（IMS出版）― 共著
- なぎら健壱な・み・だ・つぼ（祥伝社）
- 東京の江戸を遊ぶ（ちくま文庫）
- ぼくらは下町探検隊（ちくま文庫）
- 歌い屋たち（文藝春秋社）― 小説
- 東京のこっちがわ（岳陽舎）― 写真集
- タイムスリップ昭和30年代の歌 懐かしのヒット曲と出来事でよみがえる（英知出版）- 共著
- 町のうしろ姿（岳陽舎）― 写真集
- 東京居酒屋/夕べもここにいた!（毎日新聞社）
- 酒にまじわれば（文藝春秋社）
- なぜ犬は「ポチ」なのか?（PHPエディターズ・グループ）
- 絶滅食堂で逢いましょう（徳間書店）
- 東京路地裏暮景色（ちくま文庫）
- 町の忘れもの（ちくま新書）
- 五つの赤い風船とフォークの時代（アイノア）2012年7月発行
  - 関西フォークがやって来た！ 五つの赤い風船の時代（ちくま文庫）2021年5月、改題
- 酒場のたわごと（実業之日本社）2014年11月発行
- 高田渡に会いに行く （駒草出版）2021年1月発行